# Fort Knox (Kentucky)
Fort Knox is een plaats (census-designated place) in de Amerikaanse staat Kentucky, en valt bestuurlijk gezien onder Hardin County en Meade County.

## Demografie
Bij de volkstelling in 2000 werd het aantal inwoners vastgesteld op 12.377.

## Geografie
Volgens het United States Census Bureau beslaat de plaats een oppervlakte van
54,3 km², waarvan 54,2 km² land en 0,1 km² water. Fort Knox ligt op ongeveer 226 m boven zeeniveau.

## Legerpost en goudopslag
Fort Knox is de locatie van de Fort Knox United States Army basis waar zo'n 30.000 militairen werken. Het is de locatie van:
- Army Human Resources Center of Excellence
  - Army Human Resources Command
  - United States Army Cadet Command
  - United States Army Accessions Command
- U.S. Army Armor Center
- U.S. Army Armor School
- Army and Marine Corps training center M1 Abrams battle tank
- General George Patton Museum

Op het grondgebied van de census-designated place en de basis bevindt zich eveneens het United States Bullion Depository waar de Amerikaanse federale overheid (United States Department of the Treasury) zo'n 5.000 ton goudstaven laat bewaken door de United States Mint Police. De hier bewaarde goudhoeveelheid is in Fort Knox trouwens nog kleiner dan de 7.000 ton die bewaard wordt in de ondergrond van Manhattan (New York) in de Federal Reserve Bank of New York.

## Plaatsen in de nabije omgeving
De onderstaande figuur toont nabijgelegen plaatsen in een straal van 20 km rond Fort Knox.

## Geboren
- Becky Ann Baker (1953), actrice
- Randolph Bresnik (1967), astronaut